# إدوارد إل. تود
إدوارد إل. تود (بالإنجليزية: Edward L. Todd)‏ هو عالم حشرات أمريكي، ولد في 1922 في يوريكا في الولايات المتحدة، وتوفي في 1986.